# St. Stephanus (Schöppenstedt)

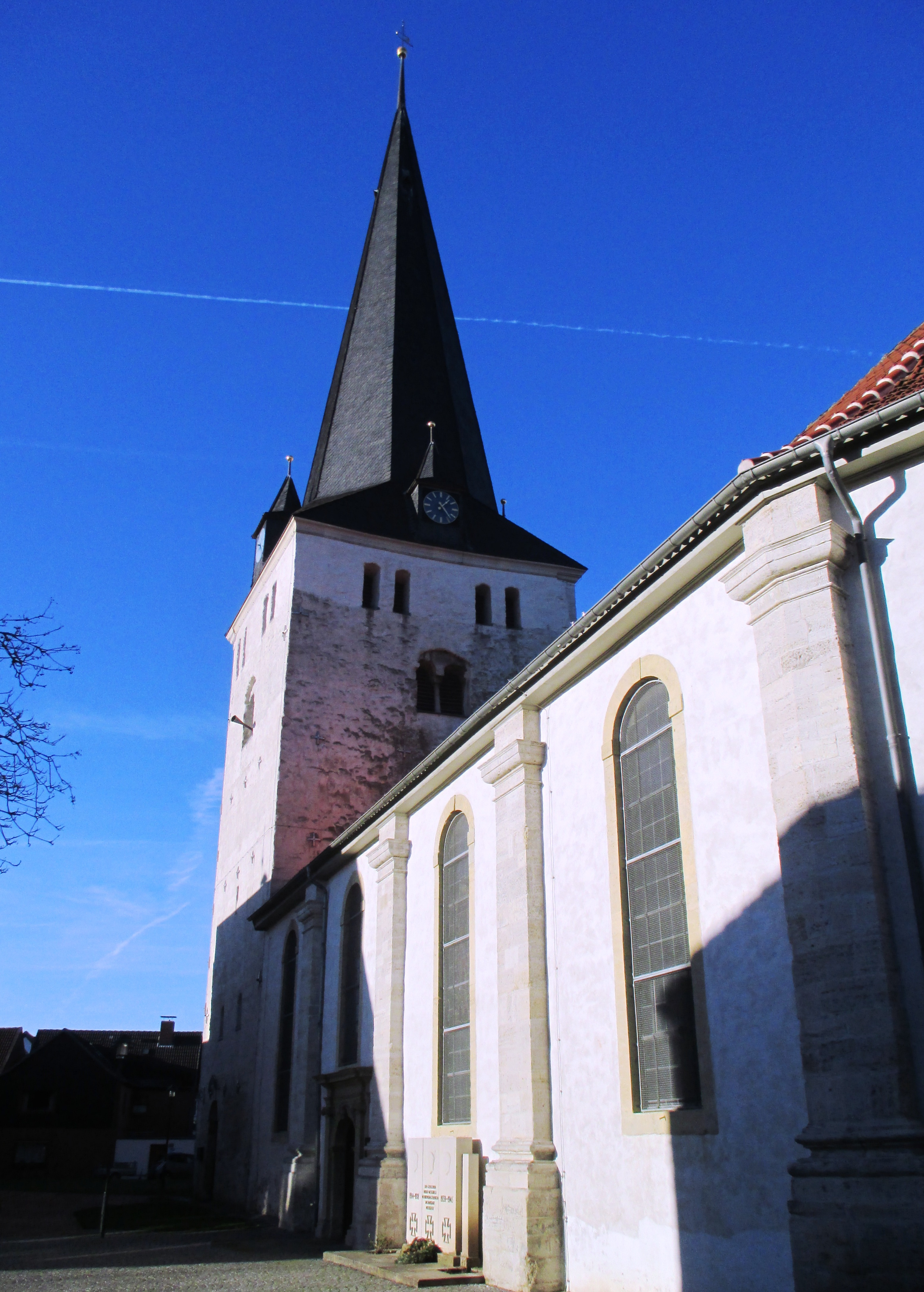
St. Stephanus

Die evangelisch-lutherische denkmalgeschützte Kirche St. Stephanus steht in Schöppenstedt, einer Stadt im Landkreis Wolfenbüttel in Niedersachsen. Die Kirchengemeinde Dreieinigkeit gehört zur Propstei Schöppenstedt der Evangelisch-lutherischen Landeskirche in Braunschweig.

## Geschichte
Die Stephanskirche gehörte zu den ersten durch Hildegrim von Chalons vor 827 gegründeten Pfarrkirchen im Bistum Halberstadt. Seit 1234 bis 1401 war der Flecken Schöppenstedt ein Oppidum. Schöppenstedt war auch Sitz eines Archidiakons. 1515 wird Schöppenstedt neben anderen Städten im Herzogtum Braunschweig genannt.

## Beschreibung
Die barocke Saalkirche aus verputzten Bruchsteinen mit drei Jochen des Langhauses und einem Joch des Chors und 3/8tel-Schluss wurde 1730–58 erbaut. Die Außenwände sind durch Pilaster gegliedert. Der quadratische  Kirchturm im Westen stammt aus dem 3. Viertel des 12. Jahrhunderts. Hinter seinen Klangarkaden befindet sich der Glockenstuhl, in dem die Kirchenglocken hängen. Der Turm wurde später um ein Geschoss erhöht und mit einem spitzen schiefergedeckten Helm versehen. Der Helm brannte nach einem Blitzeinschlag ab und wurde komplett neu errichtet. Die Portale sind architektonisch gerahmt. Das Langhaus ist mit einem Spiegelgewölbe mit Stichkappen überspannt, der wenig erhöhte Chor mit einem hölzernen Kreuzrippengewölbe. Im Erdgeschoss des Turms steht in der Mitte die sogenannte nach Mitte des 12. Jahrhunderts errichtete Heidnische Säule, die mit Dämonen verziert ist. Die Halle des Turms war ursprünglich mit zwei Arkaden zum Langhaus geöffnet und überwölbt. Über der Halle befand sich eine Empore, die ehemals mit dem Kirchenschiff durch rundbogige Öffnungen verbunden war. Der Kanzelaltar, um 1745 gebaut, wurde 1967 zerlegt. Anstelle der Kanzel befindet sich ein Kruzifix. Die Statuen der Tugenden stehen jetzt auf der Empore im Westen.